# Carl Meissner
Carl Daniel Friedrich Meissner (Berna, Suiza, 1 de noviembre de 1800 - Basilea, 2 de mayo de 1874) fue un botánico y profesor suizo.

## Biografía
Natural de Berna, cuando fue bautizado tenía el apellido Meisner pero más tarde lo cambió a Meissner. Estudió en Yverdon y Vevey, aprendiendo francés y alemán. Su padre era profesor de historia natural en Berna. Más tarde asistió a las universidades de Viena, París y Gotinga, donde estudió ciencias naturales y medicina. Recibió el título de doctor en medicina en 1824. En Ginebra en 1825 fue instruido por A.P. de Candolle y, bajo la dirección de este maestro y usando su famosa colección, Meissner hizo sus trabajos en la sistemática del género Polygonum L.
Por más de 40 años fue profesor de botánica en Basilea. Hizo importantes contribuciones a la literatura botánica, publicando su trabajo comprensivo Plantarum Vascularum Genera y monografías de las familias Polygonaceae (especialmente el género Polygonum), Lauraceae, Proteaceae, Thymelaeaceae y Hernandiaceae.
Sus contribuciones a la descripción de la flora de Australia fue prolífica; describió centenares de especies de proteáceas australianas, así como muchas especies australianas de otras familias, especialmente Fabaceae y Myrtaceae.
Su salud se deterioró hacia 1866, por lo que disminuyó su actividad. Falleció en Basilea el 2 de mayo de 1874.

## Algunas publicaciones
- 1871. Notice sur le Professeur Martius. Reimpreso de Imprimerie de F. Le Blanc-Hardel, 38 pp.

- 1870. Die Natur aufgefasst nach ihren Aeusserungen und Ableitung ihres Begriffs

- 1840. Synopsis thymelaearum, polygonearum et begoniarum Africae Australis, inprimis a cl. J.J. [i.e. F.] Drège lectarum. Con Jean François Drège. 502 pp.

- 1837–1843. Plantarum vascularium genera

- 1832. De amphibiorum quorundam papillis glandulisque femoralibus, 30 pp.

- "Proteaceae" cap. en Augustin Pyramus de Candolle 1824-1839 Prodromus systematis naturalis regni vegetabilis

- 1826. Monographiae generis polygoni prodromus. 117 pp.

- 1826. [Botanique: observations sur le genre des renouées (Polygonum Linné) : lu à la Société de physique et d'histoire naturelle de Genève, à sa séance du 21 septembre 1826]: 3-12

## Honores

### Eponimia
Género
- (Melastomataceae) Meisneria DC.[3]

Especies
- (Asteraceae) Centaurea meissneri Friv. ex Gugler[4]

- (Begoniaceae) Begonia meissneri Wall.[5]

- (Cactaceae) Cactus meissneri (Ehrenb.) Kuntze[6]

- (Lauraceae) Licaria meissneriana Vattimo-Gil[7]

- (Lauraceae) Licaria meissneri (Mez) Kosterm.[8]

- (Lauraceae) Lindera meissneri King ex Hook.f. & H.Liou[9]

- (Mimosaceae) Feuilleea meissneriana (Miq.) Kuntze[10]

- (Polygonaceae) Polygonella meissneriana Shuttlew. ex Meisn.[11]

- (Polygonaceae) Polygonum meissnerianum Mattos[12]

- (Proteaceae) Grevillea meissneri Montrouz.[13]

- (Proteaceae) Grevillea meissneriana F.Muell.[14]